# Domaňovce
Domaňovce (1927–1976 slowakisch „Domanovce“; deutsch Damannsdorf oder Groß-Tomsdorf, ungarisch Dománfalva – 1888–1902 Domán – bis 1888 Domanyóc) ist eine Gemeinde im Osten der Slowakei mit 919 Einwohnern (Stand 31. Dezember 2024) und gehört zum Okres Levoča, einem Kreis des Prešovský kraj sowie zur traditionellen Landschaft Zips.

## Geografie
Die Gemeinde befindet sich im Talkessel Hornádska kotlina im Tal des Baches Lodina (Flusssystem Hornád). Das Ortszentrum liegt auf einer Höhe von 436 m n.m. und ist jeweils zwölf Kilometer von Spišské Podhradie und Spišská Nová Ves sowie 13 Kilometer von Levoča entfernt.
Nachbargemeinden sind Spišský Hrhov und Klčov im Norden, Buglovce im Nordosten, Spišský Hrušov im Osten, Jamník im Süden, Danišovce im Westen und auf sehr kurzem Abschnitt Levoča im Nordwesten.

## Geschichte
Domaňovce wurde zum ersten Mal 1258 als Daman schriftlich erwähnt und gehörte im Mittelalter überwiegend zum Herrschaftsgut der Zipser Burg. Bedeutende Machthaber in der Neuzeit stammten aus den Familien Csáky und Wieland. 1787 zählte man 61 Häuser und 456 Einwohner und 1828 77 Häuser und 577 Einwohner, die vorwiegend in der Landwirtschaft und als Maurer beschäftigt waren. Von den 1870er Jahren bis zur Zeit der ersten tschechoslowakischen Republik gab es im Ort eine Brennerei.
Bis 1918 gehörte der im Komitat Zips liegende Ort zum Königreich Ungarn und kam danach zur Tschechoslowakei beziehungsweise heute Slowakei.

## Bevölkerung
| Jahr                | 1994 | 2004    | 2014    | 2024    |
| ------------------- | ---- | ------- | ------- | ------- |
| Anzahl der Personen | 873  | 880     | 930     | 919     |
| Unterschied         |      | +0,80 % | +5,68 % | −1,18 % |

| Jahr                | 2023 | 2024    |
| ------------------- | ---- | ------- |
| Anzahl der Personen | 882  | 919     |
| Unterschied         |      | +4,19 % |

Gemäß der Volkszählung 2011 wohnten in Domaňovce 942 Einwohner, davon 842 Slowaken, 32 Roma und je ein Pole und Tscheche. 71 Einwohner machten keine Angabe. 848 Einwohner bekannten sich zur römisch-katholischen Kirche, zwölf Einwohner zur griechisch-katholischen Kirche und je ein Einwohner zur orthodoxen Kirche und zur reformierten Kirche. Zehn Einwohner waren konfessionslos und bei 75 Einwohnern wurde die Konfession nicht ermittelt.

## Bauwerke
- römisch-katholische Stephanuskirche, ursprünglich im gotischen Stil im späten 13. Jahrhundert gebaut, im 18. Jahrhundert barockisiert und nach einem Brand 1803 neu errichtet